# Línea 62 (Córdoba)
La Línea 62 es una línea de transporte urbano de pasajeros de la ciudad de Córdoba, Argentina. El servicio está actualmente operado por la empresa Coniferal.
Anteriormente el servicio de la línea 62 era denominada como C2 desde 2002 por la empresa Coniferal, hasta que el 1 de marzo de 2014, por la implementación del nuevo sistema de transporte público, la C2 se fusiona como 62 y operada por la misma empresa.

## Recorrido
Servicio diurno y nocturno. 
Ida: Alcaraz (a la derecha)- De La Semilleria frente Mercado Frutihortícola - Alcaraz - Machioni - Bulnes -Astori - Suipacha (1.ª Rotonda) - Urien - Cruza FFCC - Las Malvinas - Carassa – Altolaguirre - Cruza FFCC - (a la izq.) Bulnes - Allende - Padre Luis Monti - Altolaguirre - Cochabamba - Viamonte - Sarmiento - Humberto Primo - Gral. Paz - V. Sarsfield - 27 de Abril - P. Los Andes - Pueyrredon - Sol de Mayo - L. Agote - Isseas - Fierro - Chávez - G. Bell  - Williams - Av. Abel - Kingsley hasta antes de Güemes
Regreso: De Kingsley antes de Güemes- Por Kingsley- (a la izq.) Williams - G. Bell - Chávez - Mejía - Alcorta - Isseas - L. Agote - Río Negro - Pueyrredón – P. de los Andes - Pje. Funes - M. Moreno – Rodríguez Peña - Av. Colon - Av. Olmos - 24 de Septiembre - Roma - P. Luis Monti – Condarco – Bulnes – Cruza FFCC Altolaguirre- Malvinas - Cruza FFCC- Urien - Suipacha - Astori - Bulnes - Machioni - Alcaraz- De La Semillería hasta frente Mercado Frutihorticola.